# Freestone County
Das Freestone County ist ein County im Bundesstaat Texas der Vereinigten Staaten. Das U.S. Census Bureau hat bei der Volkszählung 2020 eine Einwohnerzahl von 19.435 ermittelt. Der Sitz der Countyverwaltung (County Seat) befindet sich in Fairfield.

## Geographie
Das County liegt östlich des geographischen Zentrums von Texas und hat eine Fläche von 2311 Quadratkilometern, wovon 38 Quadratkilometer Wasserfläche sind. Es grenzt im Uhrzeigersinn an folgende Countys: Henderson County, Leon County, Limestone County und Navarro County.

## Geschichte
Freestone County wurde am 6. September 1850 aus Teilen des Limestone County gebildet und die Verwaltungsorganisation am 6. Juli folgenden Jahres abgeschlossen. Benannt wurde es nach den örtlichen Steinvorkommen.
Ein Bauwerk des Countys ist im National Register of Historic Places (NRHP) eingetragen (Stand 25. Mai 2019), das Trinity and Brazos Valley Railroad Depot and Office Building.

## Demografische Daten

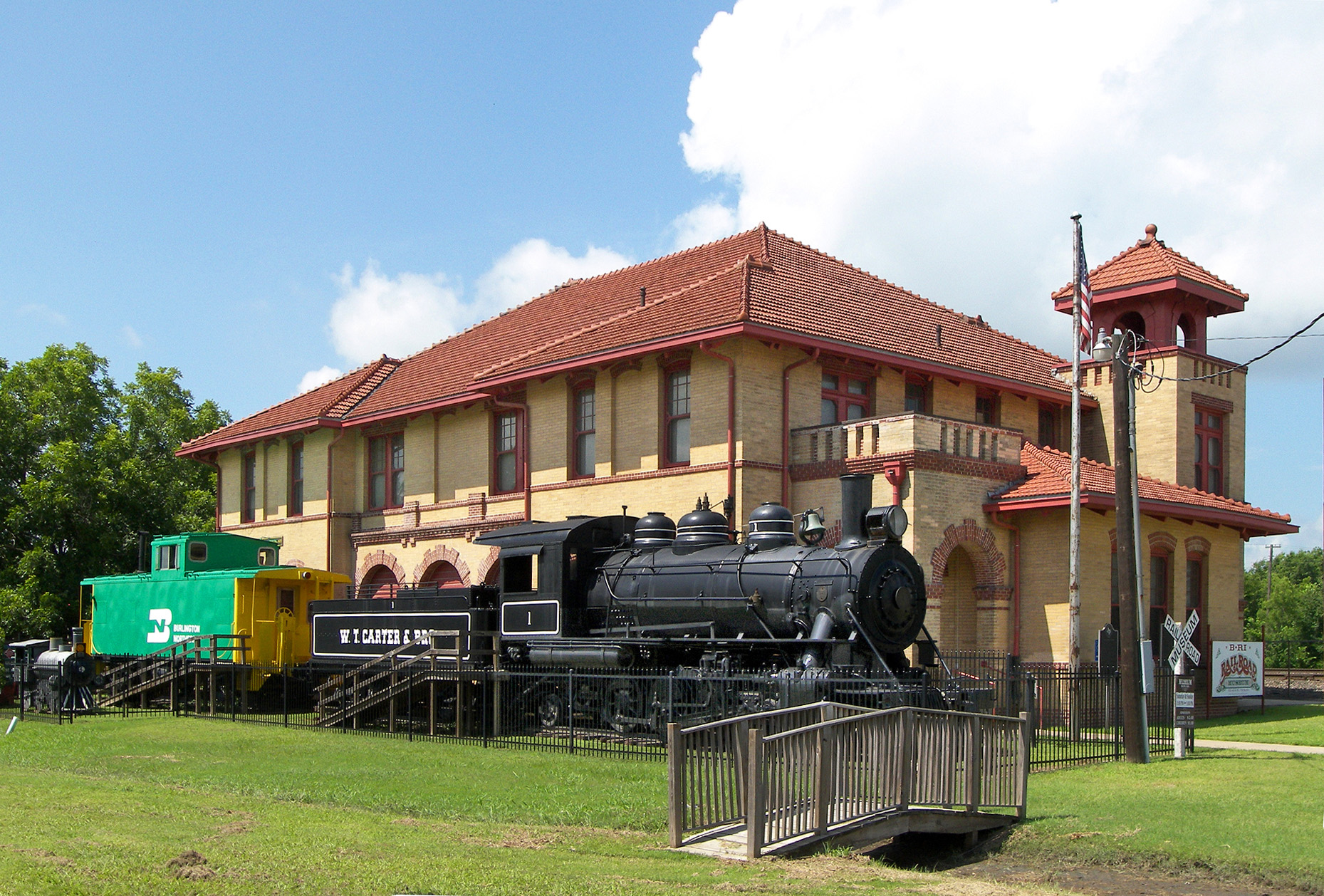
Trinity and Brazos Valley Railroad Depot, gelistet im NRHP mit der Nr. 79002940

Nach der Volkszählung im Jahr 2000 lebten im Freestone County 17.867 Menschen in 6.588 Haushalten und 4.664 Familien. Die Bevölkerungsdichte betrug 8 Einwohner pro Quadratkilometer. Ethnisch betrachtet setzte sich die Bevölkerung zusammen aus 75,56 Prozent Weißen, 18,91 Prozent Afroamerikanern, 0,37 Prozent amerikanischen Ureinwohnern, 0,27 Prozent Asiaten, 0,02 Prozent Bewohnern aus dem pazifischen Inselraum und 3,90 Prozent aus anderen ethnischen Gruppen; 0,97 Prozent stammten von zwei oder mehr Ethnien ab. 8,20 Prozent der Einwohner waren spanischer oder lateinamerikanischer Abstammung.
Von den 6.588 Haushalten hatten 30,3 Prozent Kinder oder Jugendliche, die mit ihnen zusammen lebten. 56,6 Prozent waren verheiratete, zusammenlebende Paare 10,7 Prozent waren allein erziehende Mütter und 29,2 Prozent waren keine Familien. 26,4 Prozent waren Singlehaushalte und in 13,7 Prozent lebten Menschen im Alter von 65 Jahren oder darüber. Die durchschnittliche Haushaltsgröße betrug 2,48 und die durchschnittliche Familiengröße betrug 2,98 Personen.
23,6 Prozent der Bevölkerung war unter 18 Jahre alt, 8,9 Prozent zwischen 18 und 24, 28,1 Prozent zwischen 25 und 44, 23,0 Prozent zwischen 45 und 64 und 16,4 Prozent waren 65 Jahre alt oder älter. Das Medianalter betrug 38 Jahre. Auf 100 weibliche Personen kamen 110,5 männliche Personen und auf 100 Frauen im Alter von 18 Jahren oder darüber kamen 110,8 Männer.
Das jährliche Durchschnittseinkommen eines Haushalts betrug 31.283 USD, das Durchschnittseinkommen einer Familie betrug 39.586 USD. Männer hatten ein Durchschnittseinkommen von 30.633 USD, Frauen 19.214 USD. Das Prokopfeinkommen betrug 16.338 USD. 9,8 Prozent der Familien und 14,2 Prozent der Einwohner lebten unterhalb der Armutsgrenze.

## Orte im County
- Clay Hill
- Cotton Gin
- Currie
- Donie
- Fairfield
- Furney Richardson
- Grindstone
- Kirvin
- Simsboro
- Stewards Mill
- Streetman
- Teague
- Turlington
- Ward Prairie
- Winkler
- Wortham
- Young